# Schloss Würdenhain

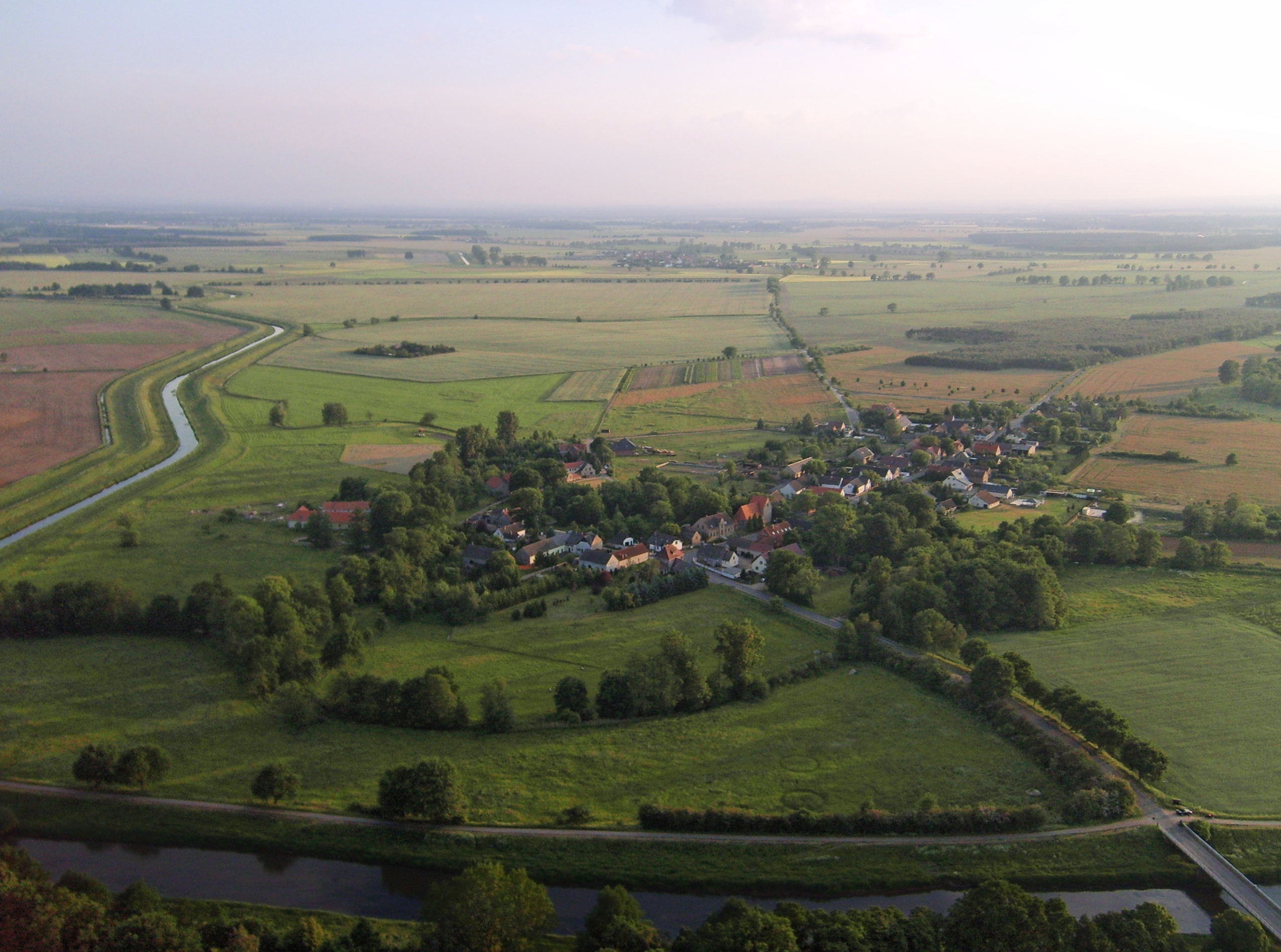
Die Ortslage von Würdenhain

Schloss Würdenhain war eine Burganlage in Würdenhain im südbrandenburgischen Landkreis Elbe-Elster. Sie befand sich südöstlich der Ortslage im Mündungsgebiet der Großen Röder in die Schwarze Elster. Im Jahre 1442 wurde sie auf Befehl des sächsischen Kurfürsten zerstört und nicht wieder aufgebaut.

## Geschichte

### Die Entstehung der Herrschaft Würdenhain

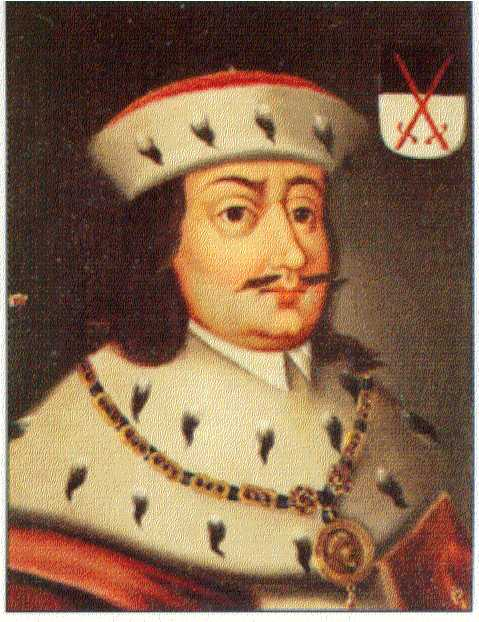
Kurfürst Friedrich II.

Der Würdenhainer Heimatforscher Rudolf Matthies mutmaßte in seiner 1953 erstellten Chronik von Würdenhain, dass die hier befindliche Burg möglicherweise im ersten Viertel des 11. Jahrhunderts auf einer alten slawischen Wehranlage entstand. Wahrscheinlicher ist jedoch, dass sie um etwa 1200 im Zuge der Deutschen Ostsiedlung errichtet wurde, als am linken Ufer der Schwarzen Elster in Mückenberg, Elsterwerda, Saathain, Liebenwerda, Wahrenbrück und Uebigau sechs weitere Burgen entstanden. Dendrochronologische Untersuchungen, die im Jahre 2021 durchgeführt wurden, konnten das inzwischen bestätigen. Zwei Wasserrohrbrüche im Bereich des einstigen Burgstandorts beförderten am 10. und 11. Mai 2021 mehrere historische Eichenpfähle aus dem Fundament der Burg zu Tage, die durch den eilig hinzugerufenen Bad Liebenwerdaer Museumsleiter und Heimatforscher Ralf Uschner notgesichert wurden. In der Folge konnte festgestellt werden, dass das Holz einer dieser Gründungspfähle im Jahre 1209 geschlagen wurde, was belegt, dass die Burg in dieser Zeit gerade im Bau war.
Die Burg Werdenhain hatte auf ihrem von Wasser umgebenen Platz an der Rödermündung militärische Bedeutung. Sie war Eckpunkt des Gaues Nizizi beziehungsweise der Sächsischen Ostmark. Zentraler wirtschaftlicher Mittelpunkt der Herrschaft Würdenhain war der sogenannte Oppach, ein ursprünglich vorwiegend mit Eichen und Erlen bewachsenes und reichlich 400 Hektar umfassendes Waldgebiet westlich der Burg, das in der Gegenwart zu einem großen Teil entwaldet ist.
Nach Festigung der deutschen Herrschaft wurden die Burgbezirke in Grundherrschaften verwandelt und Vasallen mit ihnen belehnt. Die Vasallen der Burg in Würdenhain lebten von der Arbeit ihrer Bauern, die um 1200 die Dörfer Würdenhain, Reichenhain und Haida gegründet und die alten Sorbendörfer Prieschka, Oschätzchen, Kröbeln und Kosilenzien ausgebaut hatten. Als eine solche Grundherrschaft taucht 1370 erstmals das Dominium Würdenhain in Urkunden auf. Zu dieser Herrschaft gehörte das Gebiet mit den Dörfern Haida, Reichenhain, Prieschka und Oschätzchen, ursprünglich wohl auch Kosilenzien und Kröbeln bis zum Ziegram. Im Jahre 1405 wurde die Burg in Würdenhain ausdrücklich als solches in einer Verpfändungsurkunde bezeugt. Zu dieser Zeit gehörte sie dem auch in Mückenberg ansässigen Heinrich von Waldow.

### Schleifung der Würdenhainer Burg

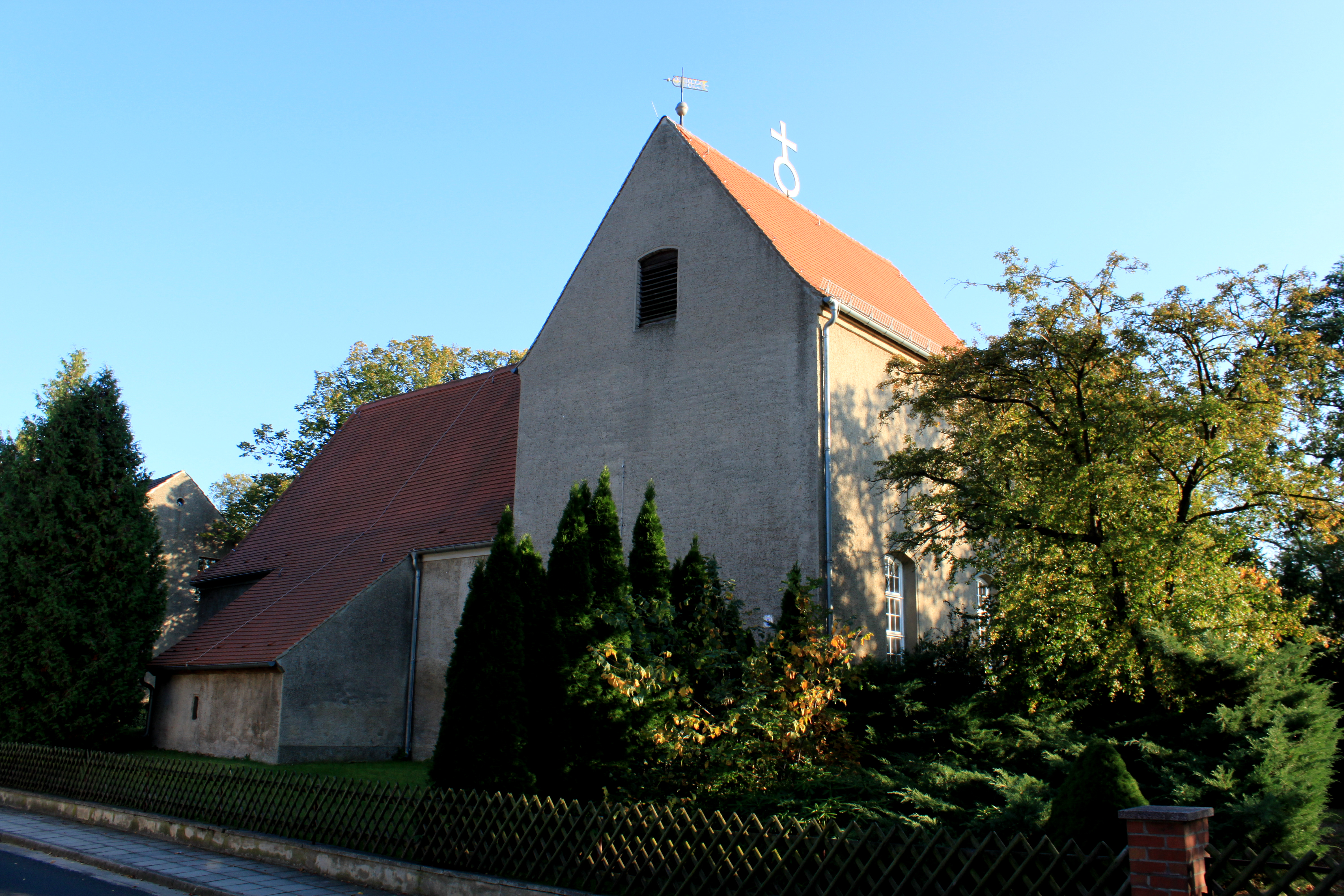
Dorfkirche St. Katharina in Würdenhain

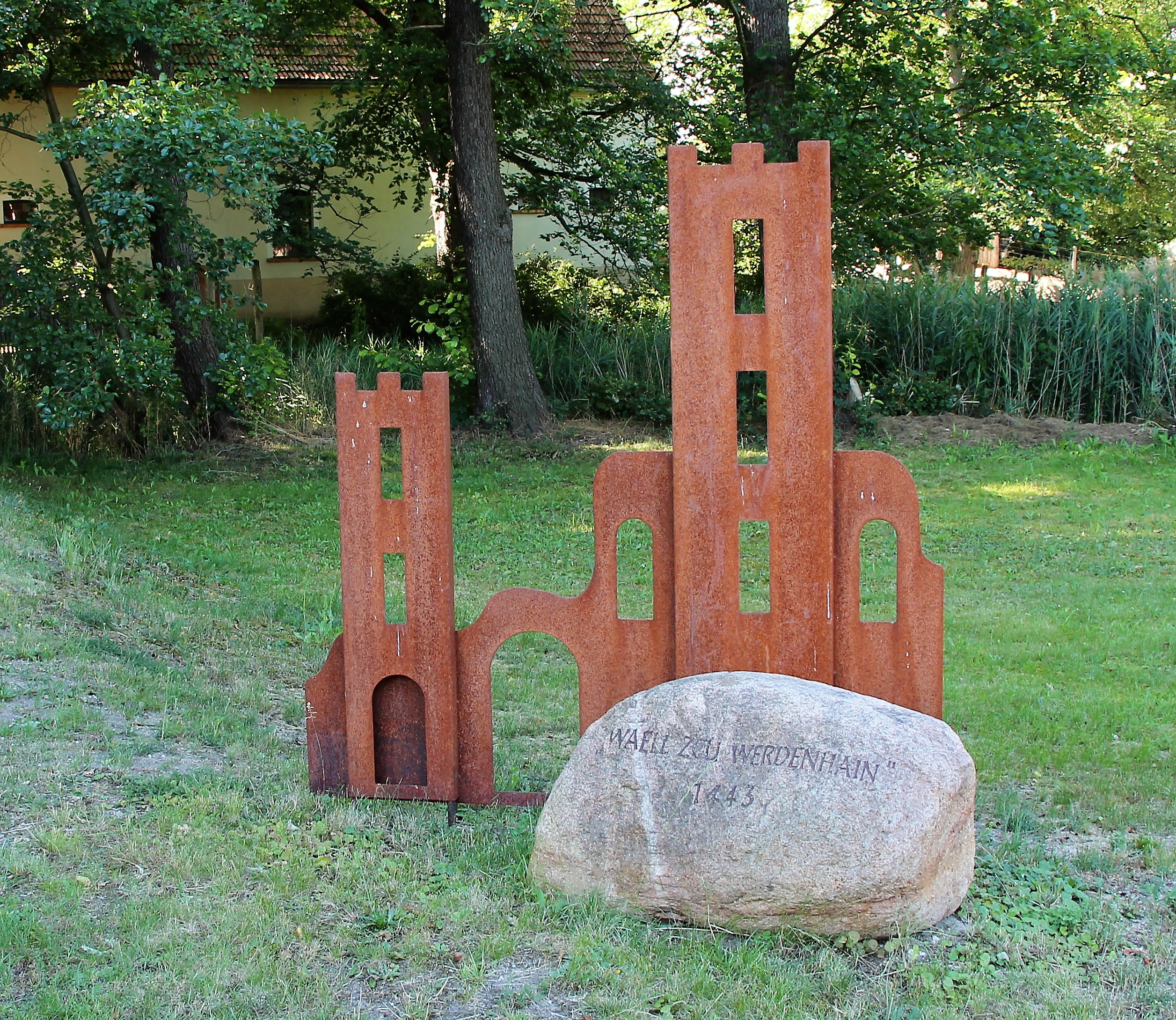
1998 aufgestellter Gedenkstein

Das Schloss soll auf Befehl des sächsischen Kurfürsten Friedrich II. zerstört worden sein. Demnach hatte dieser den Würdenhainer Schlossherrn Hans Marschall im April 1442 in seinem Schloss Würdenhain gefangen nehmen und ins Gefängnis werfen lassen, das Lehngut Würdenhain mit Zubehör eingezogen, das Schloss selbst zerstören lassen und befohlen, dass es niemals wieder errichtet werden solle. Die Brüder des Frevlers, Gerhard, Jürge und Ludolf Marschall, kündigten dem Kurfürsten hierauf die Fehde an, weshalb auch ihnen ihre in Thüringen gelegenen Besitzungen entzogen wurden.
Im folgenden Jahr wurde dann der böhmischen Adligen Hinko Birke von der Duba mit Würdenhain belehnt. Die Kaufurkunde vermerkt allerdings: Das Waell zu Werdenhain soll zu ewigen Zeiten nicht bebaut noch bezimmert werden. Daraufhin hielten es die Marschalls für besser, die Fehde zu beenden und mit dem Landesherrn Frieden zu schließen. Durch Freunde führten sie einen Vergleich herbei, unterwarfen sich den Sühnemaßnahmen und verzichteten am 5. August 1443 auf alle Rechte an Würdenhain. Hans Marschall selbst wurde aus dem Gefängnis entlassen und gelobte, sämtliche Länder der sächsischen Fürsten mindestens auf Jahr und Tag zu verlassen. Er wurde später in Gnaden wieder aufgenommen und sogar zum Landvogt ernannt. Als Entschädigung für die an Würdenhain erlittenen Schäden räumte ihm der Kurfürst auf einige Jahre ein anderes Schloss ein. Außerdem wurden den Gebrüdern Marschall ihre väterlichen Güter in Thüringen zurückgegeben, nachdem sie rechte Urfehde gelobten. Am 28. Februar 1455 verzichtete Hans Marschall nochmals auf alle Ansprüche wegen Würdenhain. Im Jahre 1480 findet die Burg nochmals als das Wahle oder die Wahlstedt urkundlich Erwähnung.
Während der Reformation taucht die Ruine nochmals im Jahre 1564 in den Akten des Amtes Mühlberg auf. Damals beklagten sich die Würdenhainer Bauern über den Mühlberger Amtsschösser Fuchs. Hieraus ergibt sich zugleich, dass die Bäume und wohl auch die Steine der wüsten Schlossstätte zu öffentlichen Bauten verwendet wurden und die Ruine als Steinbruch diente. Vermutlich entstand aus deren Steinen auch das Schiff der heutigen Dorfkirche.
Die Flurkarte von 1885 ließ noch die Wassergräben erkennen, die um das Schloss liefen und einen Innenraum einschlossen, der etwa der Grundfläche des Saathainer Schlosses entsprach. Die mannshohen Wälle, die zum Teil bis Ende des Zweiten Weltkrieges existierten, wurden schließlich eingeebnet und die Gräben ausgefüllt.
In der Gegenwart erinnert ein Gedenkstein an das einstige Würdenhainer Schloss. Der mit einer Inschrift versehene Findling wurde im Jahre 1998 vom Bad Liebenwerdaer Verein „AG Heimatkunde“ anlässlich des 555 Jubiläums der Schleifung der Burg gestiftet und aufgestellt.